# Jamaica Bay

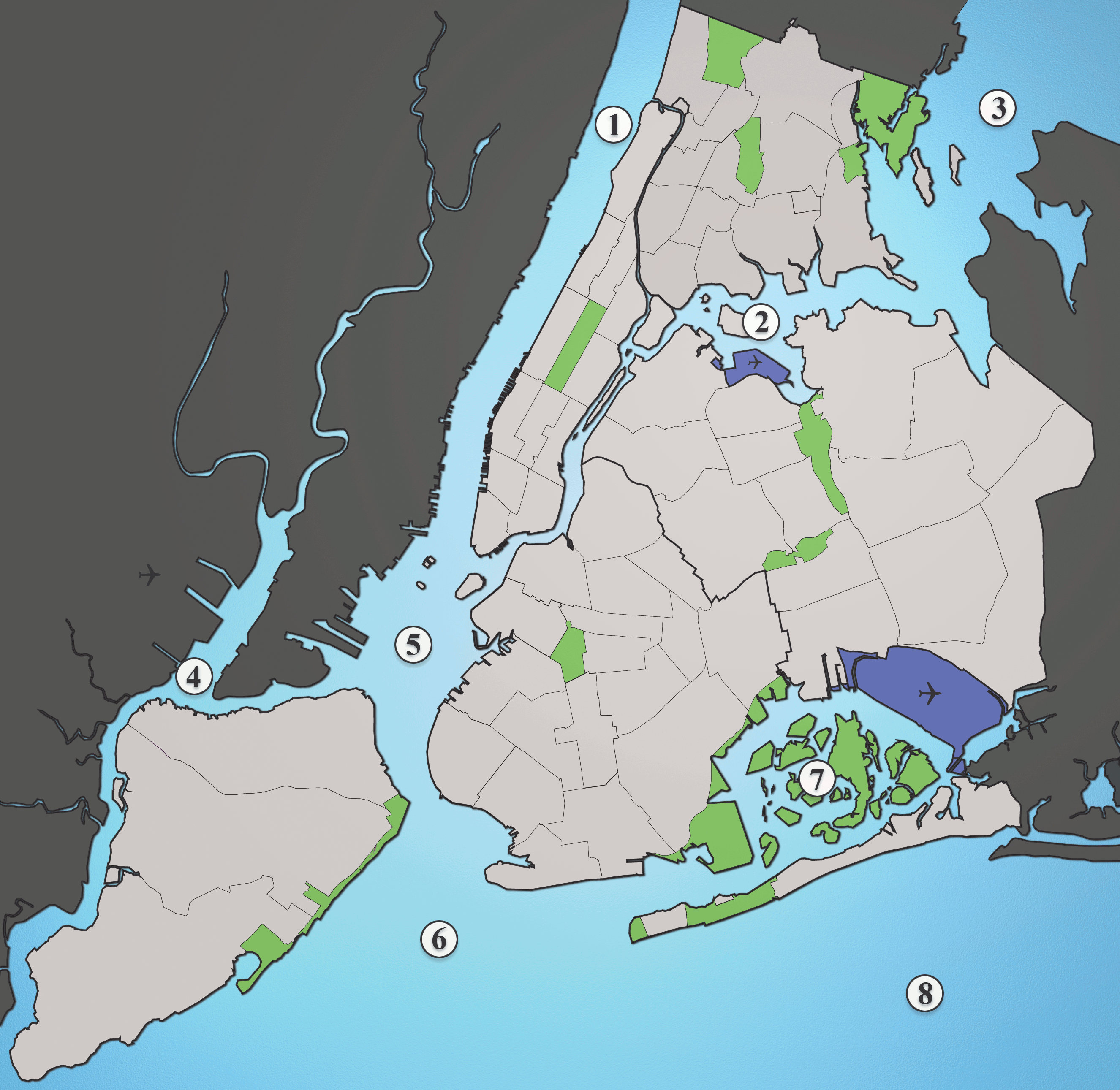
Las principales vías acuáticas que rodean la ciudad de Nueva York.
1. Rio Hudson, 2. Río Este, 3. Long Island Sound, 4. Bahía de Newark, 5. Parte norte de la bahía de Nueva York, 6. Parte sur de la bahía de Nueva York, 7. Jamaica Bay, 8. Océano Atlántico

Jamaica Bay es un estuario en la parte sur del extremo occidental de Long Island, en el estado estadounidense de Nueva York. El estuario es parcialmente artificial y parcialmente natural. La bahía conecta con la parte sur de la bahía de Nueva York al oeste a través de Rockaway Inlet, y es la más occidental de las lagunas en la orilla sur Long Island. Políticamente, esta principalmente dividida entre los boroughs de Brooklyn y Queens en Nueva York, con una pequeña parte en el Nassau County.
La bahía contiene varias islas pantanosas. Fue conocida como Grassy Bay hasta los años 1940. Jamaica Bay se ubica junto a la confluencia del ancón de Nueva York y la bahía de Nueva York, y es el punto de inflexión entre la costa de Nueva Inglaterra cuya orientación es de este a oeste y la costa de orientación norte sur en el océano Atlántico.[cita requerida]

## Etimología
El nombre se deriva del cercano pueblo de Jamaica, que a su vez deriva de Yameco, una corrupción de la palabra para «castor» en el idioma Lenape hablado por los nativos americanos que vivían en el área en la época del primer contacto europeo. El sonido de la "y" en el idioma inglés se escribe con una "j" en neerlandés, el idioma de las primeras personas que escribieron sobre el área. El nombre inglés mantuvo esta escritura pero lentamente reemplazó el sonido hacia el típico de una "j" tal como se pronuncia el nombre en la actualidad. (En el Caribe, los aborígenes Arahuacos llamaron a su isla Xaymaca, "tierra de madera y agua", y la "x" en español fue con el tiempo transformado en la "j" del nombre contemporáneo, "Jamaica".)

## Geografía

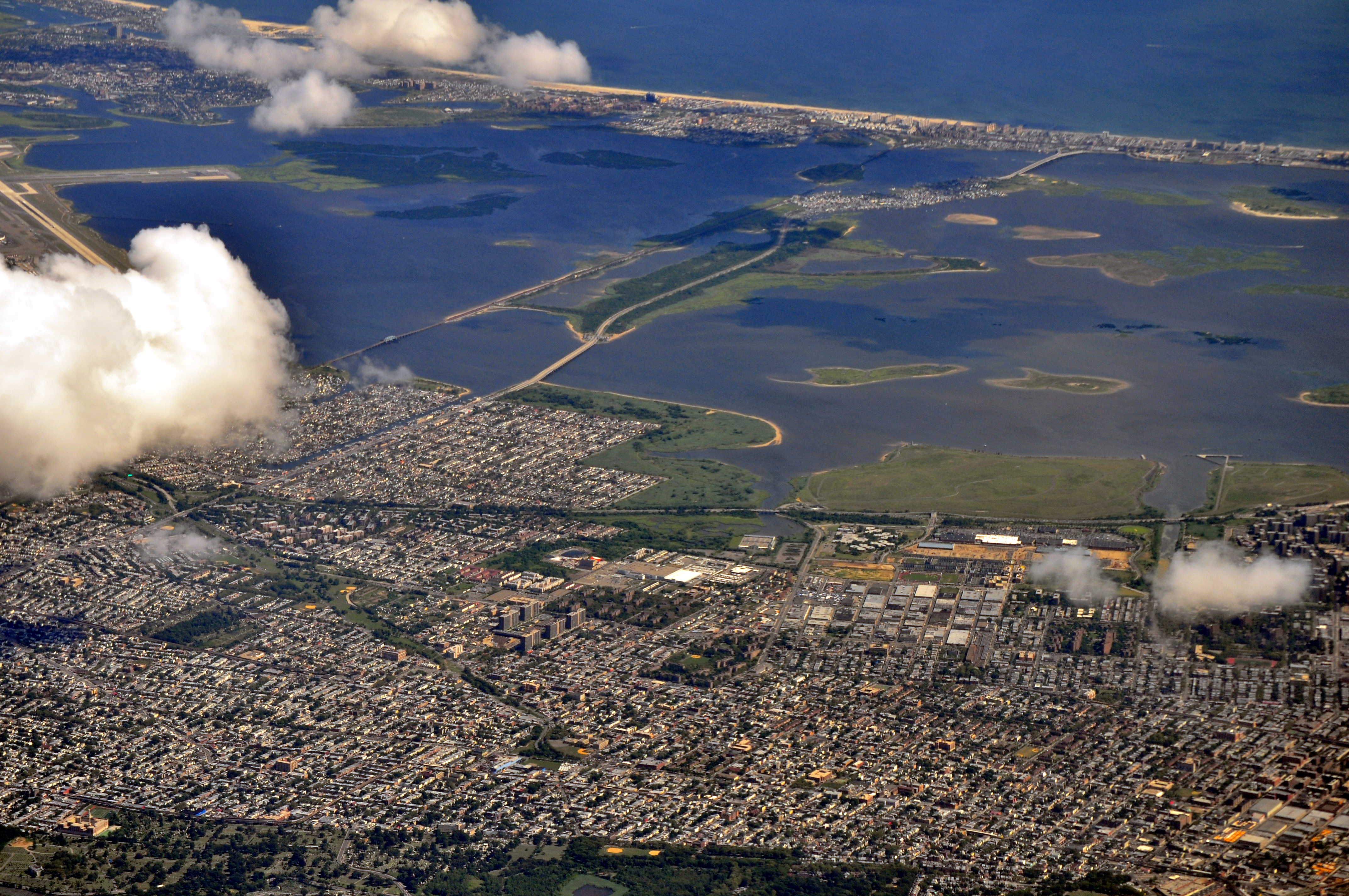
Jamaica Bay desde el noroeste (2013)

Jamaica Bay es un estuario salino a salobre, eutrófica (rica en nutrientes) que cubre aproximadamente 100 kilómetros cuadrados (24 711 acre), con una profundidad 4 metros (13,1 pies), un rango de marea semidiurna de promedio 1,5 m (4,9 pies), y un tiempo de residencia de tres semanas. La bahía comunica con la parte sur de la bahía de Nueva York y el océano Atlántico a través del Rockaway Inlet, un área de altas corrientes que mide 0,97 kilómetros (0,6 mi) de ancho en su parte más angosta y una profundidad promedio de 7 m (23,0 pies).[cita requerida]
Las medidas tomadas en exploraciones recientes en Jamaica Bay indican que el promedio anual de temperatura es de 1 a 26 grados Celsius (33,8 a 78,8 °F), su salinidad es de 20.5 a 26 partes por cada mil, oxigenación de 3.5 a 18.5 milligramos/litro, y pH de 6.8 a 9. Las cargas de nutrientes y materia orgánica en la bahía proveniente de plantas de tratamiento de aguas y escurrimientos resultan en florecimiento de fitoplancton y altas concentraciones de sólidos suspendidos que, a su vez, dan como resultado un agua turbia y con un bajo nivel de concentraciones de oxigenación.[cita requerida]
Jamaica Bay esta en la parte sur del área metropolitana de Nueva York, está dominada por áreas industriales, comerciales y residenciales. La bahía misma ha sido transformada por dragado, rellenos y construcciones. Casi 49 kilómetros cuadrados (19 mi²) de los 65 kilómetros cuadrados (25 mi²) originales de tierras húmedas en la bahía han sido rellenadas, principalmente alrededor del perímetro de la bahía. Áreas extensas de la bahía han sido dragadas para abrir canales de navegación y proveer relleno de tierras para aeropuertos y otros proyectos de construcción.[cita requerida]
Esto incluye tanto al Aeropuerto Internacional John F. Kennedy (comúnmente conocido como el aeropuerot JFK) en el lado nororiental de la bahía, como el histórico y hoy desaparecido Floyd Bennett Field en el lado occidental.[cita requerida]
El centro de la bahía está dominada por agua de baja mera y grandes islas de poca altura con áreas pantanosas y terrenos que son importantes para las aves migratorias. La baja marea promedio expone cerca de 1,4 kilómetros cuadrados (346 acre) de llanura de marea, 3,8 kilómetros cuadrados (939 acre) de pantano y pasto (Spartina alterniflora), y 2,1 kilómetros cuadrados (519 acre) de pantanos con alta vegetación (Spartina patens). [cita requerida]
Las grandes áreas entre mareas son ricas en alimento, incluyendo una variedad de invertebrados benticos y macroalgas dominadas por la lechuga de mar (Ulva latuca). Estos recursos nutritivos atraen una variedad de peces y aves acuáticas. Además, dos embalses de agua fresca fueron creados en Rulers Bar Hassock en el Jamaica Bay Wildlife Refuge; el menor de 0,2 kilómetros cuadrados (49 acre) conocido como West Pond se mantiene como un cuerpo de agua abierta y el mayor de 0,49 kilómetros cuadrados (121 acre) ligeramente salobre conocido como East Pond esta controlado para exponer las llanuras de marea. [cita requerida]
Algunas de las islas en la bahía tienen una biosfera terrestre, incluyendo herbazales de little bluestem (Schizachyrium scoparium), switchgrass (Panicum virgatum), and seaside goldenrod (Solidago sempervirens); matorrales conteniendo Myrica (Myrica pensylvanica), beach plum (Prunus maritima), zumaque (Rhus spp.), and hiedra venenosa (Toxicodendron radicans); los bosques consisten de almez (Celtis occidentalis), sauce llorón (Salix spp.), cerezo negro (Prunus serotina), y ailanto (Ailanthus altissima); y pasto de playa (Ammophila breviligulata). Las especies introducidas en el refugio para atraer vida silvestre incluyen Species introduced in the refuge to attract wildlife include olivo de otoño (Elaeagnus umbellata), pino japonés (Pinus thunbergii), y agracejo japonés (Berberis thunbergii).[cita requerida]